# Polyprionidae

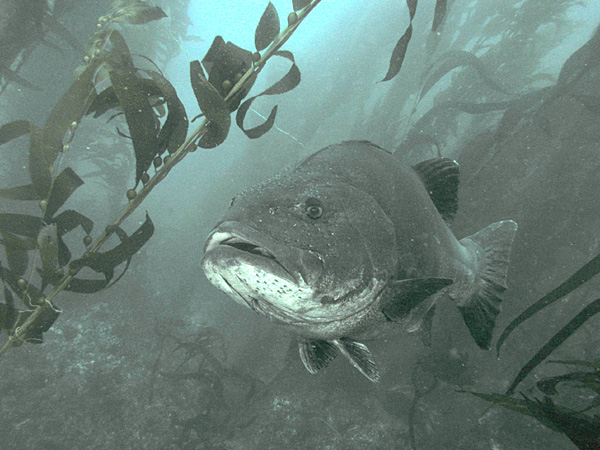
Stereolepis

Los náufragos (familia Polyprionidae) es una familia de peces marinos incluida en el orden Perciformes distribuida por todo el mundo, habitantes del fondo del océano donde se resguardan en el interior de cuevas.
Tienen en el opérculo dos espinas redondeadas, con una línea lateral completa y continua, aletas pélvicas con una espina y cinco radios blandos.
Su nombre científico deriva del griego: poly (muchos) + prion (serrucho), en alusión a sus prominentes aletas espinosas.

## Géneros y especies
Existen unas 6 especies agrupadas en dos géneros:
- Género Polyprion (Oken, 1817)
  - Polyprion americanus (Bloch y Schneider, 1801) - Cherna o Mero chernia.
  - Polyprion moeone (Phillipps, 1927)
  - Polyprion oxygeneios (Schneider y Forster en Bloch y Schneider, 1801) - Cherna hapuku o Bacalao de J. Fernández (en Chile).
  - Polyprion yanezi (de Buen, 1959)

- Género Stereolepis (Ayres, 1859)
  - Stereolepis doederleini (Lindberg y Krasyukova, 1969)
  - Stereolepis gigas (Ayres, 1859) - Pescara (en México) o Lubina gigante.